# Iwasa Yoshizane
Iwasa Yoshizane (japanisch 岩佐 凱実; geboren 6. Februar 1906 in Tokio; gestorben 14. Oktober 2001) war ein japanischer Bankfachmann.

## Leben und Wirken
Iwasa Yoshizane machte 1928 seinen Studienabschluss an der Universität Tokio im Fach Rechtswissenschaft. Er nahm dann eine Arbeit auf an der Yasuda-Bank (安田銀行), der späteren Fuji-Bank. Gegen Ende des Zweiten Weltkriegs war er Abteilungsleiter in der Hauptniederlassung.
Nachdem Iwasa 1948 als Geschäftsführer und 1957 als stellvertretender Präsident tätig gewesen war, wurde er 1963 Präsident der Bank. Während der Finanzkrise von „Yamaichi Securities“ (山一証券) im Jahr 1965 wurde mit Hilfe des damaligen Gouverneurs der Bank of Japan Usami Makoto (宇佐美 洵; 1901–1983), des damaligen Finanzminister Tanaka Kakuei und des damaligen Präsidenten „Industrial Bank of Japan“ Nakayama Sohei  der Hauptbank von Yamaichi ein Sonderdarlehen gewährt, um mit allen Kräften die Wertpapierkrise im Voraus zu stoppen.
1966 wurde die „Fuyō-Gruppe“ (芙蓉グループ) als zentrale Finanzierungseinrichtung gegründet. 1967 wurde Iwasa von der Zeitschrift Fortune zu einem der 20 besten Geschäftsleute der Welt gewählt. Nachdem er 1971 als Vorstandsvorsitzender gedient hatte, wurde er 1975 beratendes Mitglied, bis er sich 1998 als Außenberater zurückzog. 
Während dieser Zeit wirkte Iwasa von 1959 als repräsentativer Sekretär der Wirtschaftsvereinigung „Keizai Dōyūkai“ (経済同友会) und begründete mit Nakayama und anderen die Dōyūkai-Ära. Als es 1964 zum ersten privaten Wirtschaftsaustauschs zwischen Japan und den Vereinigten Staaten kam, wirkte Iwasa als Leiter der „Iwasa-Mission“ in die USA. Er war Vorsitzender der japanischen Seite beim „Japan-US Economic Council“ (日米経済協議会), das 1971 gegründet wurde. 
Darüber hinaus hatte Iwasa wichtige Positionen in der Geschäftswelt inne. So war er Vorsitzender der „Japanese Bankers Association“ (全国銀行協会連合会, Zenkoku ginkō kyōkai rengō-kai, heute 全国銀行協会 – Zenkoku ginkō kyōkai), stellvertretender Vorsitzender von Keidanren und Vorsitzender des „Institute of Developing Economies“ (アジア経済研究所会, Ajia keizai kenkyūkai) und Vorsitzender der „Japanischen Herzstiftung“ (日本心臓財団会, Nihon shinzō zaidan-kai).
Geehrt wurde Iwasa 1967 mit der Ehrenmedaille, 1976 mit dem Orden des Heiligen Schatzes 1. Klasse und mit dem „Grand Cordon of the Order of the Rising Sun“ (勲一等旭日大綬章) 1. Klasse.
Bestattet wurde Iwasa auf dem Friedhof Tama.